# Kit Bond
Christopher Samuel "Kit" Bond (San Luis, Misuri; 6 de marzo de 1939-San Luis, Misuri, 13 de mayo de 2025) fue un abogado, político y senador estadounidense por Misuri y miembro del Partido Republicano. Elegido por primera vez para el Senado de Estados Unidos en 1986, derrotó a la demócrata Harriett Woods por un margen de 53%-47%. Fue reelegido en 1992, 1998 y 2004. El 8 de enero de 2009, anunció que no se presentaría a la reelección para un quinto mandato en 2010, y fue sucedido por su compañero republicano Roy Blunt el 3 de enero de 2011. Tras su retirada del Senado, Bond se convirtió en socio de Thompson Coburn.
Antes de iniciar su larga carrera de 24 años en el Senado de los EE. UU., Bond ejerció dos mandatos no consecutivos como Gobernador de Misuri, de 1973 a 1977 y de 1981 a 1985. Anteriormente fue auditor del Estado de Misuri de 1971 a 1973.

## Primeros años, educación y carrera de Derecho
Bond nació en San Luis, Misuri, en una sexta generación de habitantes de Misuri, hijo de Elizabeth (de soltera Green) y Arthur D. Bond. Su padre fue capitán del equipo de fútbol americano Missouri Tigers en 1924 y becario de Rhodes. Su abuelo, A.P. Green, fundó A.P. Green Industries, un fabricante de arcilla refractaria y uno de los principales empleadores durante muchos años en la ciudad natal de Bond, Mexico, Misuri. Fue el benefactor y da nombre a la Capilla A. P. Green de la Universidad de Misuri.
Bond se graduó en la Academia Deerfield en 1956 y luego asistió a la Universidad de Princeton y se graduó en 1960 con una licenciatura en la Escuela Woodrow Wilson de Asuntos Públicos e Internacionales. Ese año realizó una tesis de grado de 162 páginas titulada "Missouri Farm Organizations and the Problems of Agriculture". Mientras estudiaba en Princeton, Bond fue miembro del Quadrangle Club. En 1963 se graduó como el primero de su clase en la Facultad de Derecho de la Universidad de Virginia.
Bond trabajó como asistente jurídico (1963-64) para el Honorable Elbert Tuttle, entonces Juez Principal del Tribunal de Apelaciones de los Estados Unidos para el Quinto Circuito en Atlanta, Georgia. Bond ejerció la abogacía (1964-67) en Covington & Burling en Washington D. C.

## Carrera política inicial
Bond regresó a su ciudad natal de Mexico, Misuri, en el otoño de 1967, y se presentó como candidato al Congreso en 1968 en el 9.º distrito congresional de Misuri, la parte rural del noreste del estado. Derrotó a Anthony Schroeder en las primarias republicanas de agosto, por un 56% a 44%, y ganó en 19 de los 23 condados del distrito.
En las elecciones generales de noviembre, Bond estuvo a punto de derrotar al actual congresista demócrata Bill Hungate, por un 48% a 52%. Bond ganó ocho de los 23 condados del distrito. De las cinco campañas de reelección de Hungate, la de 1968 contra Bond fue su peor actuación.
El Fiscal General del Estado, John Danforth, contrató a Bond como Fiscal General Adjunto en 1969, donde Bond dirigió la División de Protección al Consumidor de la oficina. En 1970, a la edad de 31 años, Bond fue elegido Auditor del Estado de Misuri.

## Gobernador de Misuri
En 1972, Bond fue elegido gobernador de Misuri por un margen del 55% al 45%, lo que le convirtió, a sus 33 años, en el gobernador más joven de la historia de Misuri. Bond fue el primer republicano en 28 años en ser gobernador de Misuri. Los requisitos de residencia de Bond para ser gobernador fueron cuestionados, pero el Tribunal Supremo de Misuri los confirmó en 1972. La ley de Misuri decía que el gobernador tenía que ser residente durante 10 años. En los 10 años anteriores a su candidatura, había estudiado derecho en Virginia, había sido secretario de un juez de un tribunal federal de apelaciones en Atlanta, había trabajado para un bufete en Washington D. C., había solicitado el acceso al colegio de abogados en Virginia y Georgia, había registrado un coche en Washington D. C., y había solicitado una licencia de matrimonio en Kentucky. El Tribunal le dio la razón, comentando que la residencia "es en gran medida una cuestión de intención" y no requiere "presencia física real". El tribunal dictaminó que una residencia era "aquel lugar en el que un hombre tiene su hogar verdadero, fijo y permanente y su establecimiento principal, y al que siempre que se ausenta tiene la intención de regresar".
Para las elecciones presidenciales de Estados Unidos de 1976, estaba en la lista de candidatos para ser el compañero de fórmula para la vicepresidencia de Gerald Ford. En muchos aspectos, Bond gobernó como un moderado durante su primer mandato como gobernador: por ejemplo, recibió críticas de los conservadores por su apoyo a la Enmienda de Igualdad de Derechos. El 25 de junio de 1976, firmó una orden ejecutiva que anulaba la Orden de Exterminio contra los mormones emitida por el gobernador Lilburn Boggs el 27 de octubre de 1838.
En una sorprendente sorpresa en 1976, Bond fue derrotado por poco para la reelección por el demócrata Joseph P. Teasdale, entonces fiscal del condado de Jackson. En 1980, Bond regresó con éxito, derrotando a su compañero republicano y vicegobernador Bill Phelps en las primarias, y a Teasdale en noviembre. Uno de los logros más destacados de Bond fue ayudar a llevar el programa Padres como Maestros a todo el estado. Bond fue presidente de la Asociación de Gobernadores del Medio Oeste en 1977 y 1983. Bond fue sucedido como gobernador en 1985 por John Ashcroft, un republicano que Bond había designado para completar su mandato restante como auditor del Estado después de ser elegido gobernador. Ashcroft trabajó posteriormente junto a Bond en el Senado.

## Senado de los Estados Unidos

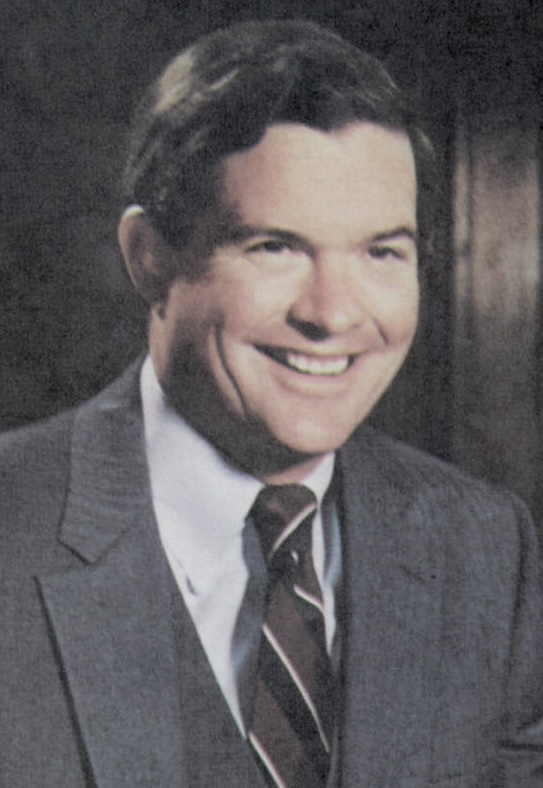
Bond en 1981

### Elecciones
Después de que el senador Thomas Eagleton decidiera no presentarse a la reelección, Bond fue elegido senador en 1986, derrotando a la vicegobernadora Harriett Woods por 53% a 47%. Bond fue reelegido en 1992 por menos de lo esperado sobre la concejala del condado de San Luis Geri Rothman-Serot, exesposa del exvicegobernador Ken Rothman. En 1998 Bond derrotó con contundencia al fiscal general (y futuro gobernador) Jay Nixon y a la libertaria Tamara Millay tras una reñida campaña, y en 2004 ganó la reelección a la aspirante demócrata a la Tesorería del Estado Nancy Farmer con el 56% de los votos.
Ante la expiración de su cuarto mandato completo en enero de 2011, Bond anunció el 8 de enero de 2009 que no pensaba presentarse a un quinto mandato y que no se presentaría a la reelección en noviembre de 2010. El representante Roy Blunt ocupó el escaño por los republicanos, derrotando a la secretaria de Estado demócrata Robin Carnahan.

### Tenencia
Registro medioambiental
El grupo de vigilancia medioambiental Republicans for Environmental Protection (REP) ha otorgado a Bond una calificación excepcionalmente baja, de -2, para el 109.º Congreso de los Estados Unidos, citando los votos contrarios al medio ambiente en siete de los siete temas considerados críticos por la organización. Según la tarjeta de puntuación de la REP de 2006, Bond apoyó las perforaciones petrolíferas tanto en alta mar como en el Refugio Nacional de Vida Silvestre del Ártico, al tiempo que se opuso a un proyecto de ley de "programas de eficiencia y recursos renovables para mejorar la seguridad energética, disminuir los costes y reducir los impactos ambientales relacionados con la energía". Se le ha citado como partidario de la energía de carbono cero procedente de la energía nuclear.
Impuestos
Comentando la afirmación de un portavoz del IRS de que una persona que coge una bola de jonrón récord de Mark McGwire podría ser "responsable de pagar cualquier impuesto aplicable sobre cualquier regalo grande", que se pensaba que era cerca de 140.000 dólares en esta circunstancia, Bond dijo: "Si el IRS quiere saber por qué es la agencia federal más odiada de Estados Unidos, no necesita buscar más que esto".
Tortura
Bond se ha opuesto a que los métodos de interrogatorio utilizados por la Agencia Central de Inteligencia se ajusten al Manual de Campo del Ejército de Estados Unidos. Aunque fue criticado por ser uno de los únicos nueve senadores que se opusieron a ese proyecto de ley, Bond dijo en el pleno que no está a favor ni aprueba la tortura.
En un memorando dirigido al director de la CIA, John Brennan, y a otras personas, sugirió que se prohibieran técnicas específicas que pudieran considerarse tortura para animar a los militares a inventar otras por su cuenta. No aprueba que se hagan públicas las técnicas de interrogatorio porque eso permitiría a los combatientes enemigos entrenarse y prepararse para lo que podrían sufrir si son capturados. Fue criticado cuando, durante un debate, hizo un comentario en el que comparaba el waterboarding con la natación, afirmando que "hay diferentes formas de hacerlo. Es como nadar, en estilo libre, de espaldas", en respuesta a la pregunta "¿cree que el waterboarding... constituye una tortura?
Libre comercio

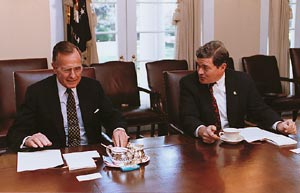
Bond junto al presidente George H.W. Bush.

Bond ha sido un gran partidario de la expansión del libre comercio al tercer mundo y cree en dar autoridad presidencial para acelerar las relaciones comerciales. Ha votado a favor del Tratado de Libre Comercio de América del Norte (TLCAN) y del Tratado de Libre Comercio de América Central (CAFTA) y cree en la normalización permanente de las relaciones comerciales con China y Vietnam
Reforma del Gobierno
Aunque Bond votó a favor de la prohibición de que los miembros del Congreso reciban regalos de los grupos de presión, en general se ha opuesto a la reforma de las campañas. Votó en contra de la Ley McCain Feingold para buscar soluciones bipartidistas a la financiación de las campañas. Bond también votó en contra de limitar las contribuciones de las empresas o de los trabajadores.
Cuestiones sociales
Bond recibió una calificación del 11% de la NAACP. Ha votado sistemáticamente en contra del matrimonio entre personas del mismo sexo, apoyando la propuesta de prohibición constitucional del mismo.
El 25 de junio de 1976, Bond ordenó oficialmente la recensión de la Orden Ejecutiva Número 44 emitida por Lilburn W. Boggs en 1838 que ordenaba la expulsión o exterminio de todos los mormones del Estado de Misuri y emitió una disculpa a los mormones en nombre de todos los habitantes de Misuri.
Como gobernador del estado de Misuri en 1983, Bond firmó una declaración de reconocimiento en apoyo del grupo conocido como los Cherokees del Norte, ahora llamado Nación Cherokee del Norte del Antiguo Territorio de Luisiana que intentaba conceder una forma de reconocimiento estatal por medio de una orden ejecutiva. Este acto formaba parte del intento del grupo de obtener el reconocimiento federal y recibir los beneficios correspondientes para el grupo.
Controversia sobre los abogados de EE.UU.
En octubre de 2008, Bond se disculpó con el exfiscal Todd Graves, después de que un informe del Departamento de Justicia de Estados Unidos citara a Bond por forzar la salida de Graves por un desacuerdo con el diputado Sam Graves. Tras el informe, el fiscal general Michael Mukasey nombró a un fiscal especial para que investigara si el exfiscal general Alberto R. Gonzales y otros funcionarios implicados en los despidos de nueve fiscales estadounidenses habían infringido la ley. Ciudadanos por la Responsabilidad y la Ética en Washington (CREW), un grupo activista progresista, presentó una queja ante el Comité de Ética contra Bond por su papel en la destitución de Graves.
En 2009, se reveló, según documentos de la Casa Blanca, que Graves fue incluido en una lista de despidos un mes después de que un correo electrónico de la Casa Blanca indicara que su sustitución era parte de un acuerdo entre Bond y la administración Bush. El correo electrónico sugería que Graves fue sustituido por un candidato favorecido por Bond para despejar el camino hacia el nombramiento de un juez federal de Arkansas en el Tribunal de Apelaciones del 8.º Circuito.

## Carrera posterior al gobierno
Tras dejar el cargo en enero de 2011, Bond se incorporó al bufete de abogados Thompson Coburn.
Bond es copresidente de la Comisión de Vivienda del Bipartisan Policy Center.
En agosto de 2011, Bond anunció que se uniría a la junta de asesoramiento estratégico de alliantgroup y que actuaría como asesor principal de la empresa.
Bond lanzó formalmente su propia empresa, Kit Bond Strategies, en noviembre de 2011.

## Roca lunar de buena voluntad del Apolo 17 de Misuri
En los últimos días de su larga carrera política, Kit Bond y su personal resolvieron un misterio que había intrigado a la prensa, a los políticos de Misuri y a los miembros del mundo académico durante gran parte de 2010. Los funcionarios del estado de Misuri habían creído erróneamente que el museo estatal poseía una rara y valiosa muestra lunar del Apolo 17 que contenía una "roca lunar de buena voluntad". El 8 de junio de 2010, el estado se dio cuenta de que lo que realmente tenía era solo el expositor de muestras lunares del Apolo 11 de Misuri, que contenía pequeñas muestras de polvo lunar, y no la pieza de 5 millones de dólares de la historia del Apolo 17. Al limpiar su despacho de senador en diciembre de 2010, se descubrió que Bond se había llevado por error el expositor del Apolo 17 al salir del despacho del gobernador. Posteriormente devolvió la muestra al entonces gobernador de Misuri, Jay Nixon, que la cedió al Museo Estatal de Misuri. Bond fue uno de los cuatro exgobernadores que se llevaron las muestras lunares de sus estados al dejar el cargo; los otros tres fueron los exgobernadores de Colorado, Virginia Occidental y Arkansas.

## Vida personal
El hijo de Bond, Sam, regresó en otoño de 2007 de su segundo período de servicio en Irak y es oficial del Cuerpo de Marines de Estados Unidos.
En 1994, la esposa de Bond, Carolyn, solicitó el divorcio, que finalizó al año siguiente. Bond se casó con Linda Pell, ahora Linda Bond, en 2002. Ella creció en el suburbio de Gladstone, en Kansas City, y trabaja como asesora del Comité Senatorial Republicano Nacional. Ella y Bond habían salido durante un año antes de comprometerse el 17 de mayo de 2001, y también habían salido en 1996 y 1997. También es su segundo matrimonio.
Tras ganar su segundo mandato como gobernador, Bond demandó a su gestor de inversiones y a Paine Webber, alegando que su fondo fiduciario de 1,3 millones de dólares había sido vaciado. Fue uno de los varios clientes que demandaron, y llegó a un acuerdo en 1996 por 900.000 dólares.
En 2009, Bond fue coautor de un libro con Lewis Simons titulado The Next Front: Southeast Asia and the Road to Global Peace with Islam.
Bond tiene una pérdida de visión permanente en un ojo, que atribuye a una ambliopía no diagnosticada durante la infancia.